# Хто проти блондинок?
«Хто проти блондинок?» — українське інтелектуальне телешоу виробництва Нового каналу, адаптація голландської телегри «Beat the blondes».

## Правила гри
У грі бере участь один головний гравець, переважно чоловік. Його суперниці — 50 блондинок: 49 посередніх і 1 ТОП-блондинка. Кожна з блондинок перед грою відповіла на заготовлені програмою питання.
Далі дівчата розподіляються на 8 рядів, по 7 учасниць у 7 рядах і 1 блондинка, яка очолює дівчат. За кожну переможену дівчину головному гравцеві дають певну суму грошей — на першому ряду 100 гривень, на другому 200 і так до 7 — 700. За перемогу над ТОП-блондинкою зароблений у перебігу гри бюджет збільшується на 5 000 гривень

### 1-й тур
Головному гравцеві на вибір дається десять тем. Перед кожним питанням вперед виходить один ряд блондинок.
Гравець вибирає тему, і йому ставлять одне з тих запитань, що перед грою ставили блондинкам. До кожного питання є чотири варіанти відповіді. Якщо гравець відповів правильно, то блондинки, які відповіли неправильно, залишають гру, а до другого туру проходять ті, що відповіли правильно, і гравцеві за кожну блондинку, яка вибула, на рахунок зараховується по 100 гривень на першому питанні (і блондинок першого ряду), 200 гривень на другому і так далі. На сьомому питанні кожна вибула блондинка приносить гравцеві 700 гривень. На восьмому питанні, якщо гравець відповів правильно, а головна блондинка — ні, то особовий рахунок гравця збільшується на 5 000 гривень
До другого туру гравець може перейти тільки в тому випадку, якщо в грі залишилося не більше 25 блондинок.

### 2-й тур
Гравцеві дається на вибір три питання, спочатку без варіантів. Гравець вибирає один з них і блондинки пишуть свою відповідь на листках паперу. Після чого даються варіанти відповіді і гравець може відповідати. Якщо він відповів неправильно, то його вибір на наступних питаннях скорочується на один; якщо гравець відповів правильно, то він починає «прибирати» блондинок, шляхом вибору однієї з них. Якщо вона відповіла неправильно, то вона залишає гру, а гравець продовжує «прибирати», якщо відповіла правильно — гра триває, гравцеві пропонуються на вибір наступні питання.
Гравець може відповісти неправильно два рази, на третій гра закінчиться і весь бюджет буде розділений між суперницями.
У 2018 році було введено «Instaпитання», тобто питання, поставлене на офіційній сторінці телеканалу «Новий канал» в Instagram. Відповідаючи на нього, дівчата теж бачитимуть варіанти відповідей.

## Історія
Українська адаптація голландського шоу «Beat the blondes» була здійснена в 2010 році. Перший сезон шоу був проведений Андрієм Доманським, другий Сергієм Писаренком. Після чого шоу було закрито.
У 2018 році проект було реанімовано і його ведучою стала Леся Нікітюк, перша дівчина ведуча даного формату, яка виступає на стороні блондинок.